# Aghbal
Aghbal là một đô thị thuộc tỉnh Tipaza, Algérie. Dân số thời điểm năm 2002 là 6.606 người.